# Batrachedra praeangusta
Batrachedra praeangusta ist ein Schmetterling (Nachtfalter) aus der Familie der Batrachedridae.

## Merkmale
Die Falter erreichen eine Flügelspannweite von 14 bis 15 Millimeter. Kopf, Thorax und Tegulae sind weiß und mit Grau durchmischt. Die Fühler sind gräulich und dunkelgrau geringelt. Im Bereich der Fühlerspitze befinden sich zwei weiße Ringe. Die Vorderflügel sind weiß und stark mit dunkelgrauen Schuppen gesprenkelt. Durch die Kostalfalte verläuft in der Nähe der Flügelbasis ein breiter schwärzlicher Strich, der in der Mitte und distal durch gelblich weiße Punkte unterbrochen wird. An der Basis des Flügelinnenrandes befindet sich ein undeutlicher schwärzlicher Fleck, der den schwärzlichen Strich der Kostalfalte fast erreicht. In der Mitte des Vorderflügels befindet sich ein schwärzlicher Strich, der in der Mitte durch einen gelblich weißen Fleck unterbrochen wird. Ein breiter, gelblich weißer Strich reicht von der Flügelbasis bis 2/5 des Vorderflügels. Im Tornus (Innenwinkel) befinden sich gelblich weiße Flecke. 
Im Apikalbereich befinden sich drei gelblich weiße Striche an der Kostalader, zwei gelblich weiße Striche reichen vom Saumfeld zum Innenwinkel. Die Fransenschuppen sind grau und an der Flügelspitze weiß durchmischt. Die Hinterflügel sind glänzend grau und werden zur Flügelbasis hin heller.

### Ähnliche Arten
Ähnliche Arten sind Batrachedra pinicolella und Batrachedra parvulipunctella, die sich durch weiße beziehungsweise graue Vorderflügel von Batrachedra praeangusta unterscheiden.

## Verbreitung
Die Art ist mit Ausnahme des äußersten Nordens und des Südostens in ganz Europa beheimatet. Im Osten reicht das Verbreitungsgebiet in den Kaukasus und nach Zentralasien sowie über den Süden Sibiriens bis in den russischen Teil des Fernen Ostens.

## Biologie
Die oligophagen Raupen leben auf verschiedenen Weidengewächsen wie Silber-Pappel (Populus alba), Espe (Populus tremula), Silber-Weide (Salix alba) und Sal-Weide (Salix caprea). Sie entwickeln sich von April bis Juni (nach anderer Quelle von Mai bis Juni) in den weiblichen Kätzchen von Weiden und Pappeln, wo die ersten Raupenstadien in Blüten und Samen minieren. Spätere Stadien leben in seidigen Gespinsten zwischen den Samen. Manchmal bohren sich die Raupen auch an der Knospenbasis in diese hinein und höhlen sie vollständig aus. Der teilweise ausgeworfene Kot wird in Form eines kleinen Häufchens in der Mitte der Knospe sichtbar. Die letzten Raupenstadien fressen auch zwischen jungen Blättern. Die ausgewachsene Raupe verlässt ihr Gespinst, um sich in Rissen der Rinde ihrer Wirtspflanze zu verpuppen. Die sehr schlanken braunen Puppen liegen in einem sich verjüngenden filzartigem Kokon, der mit Flechtenteilen bedeckt ist. 
Die Flugzeit der Falter reicht von Juni bis August, nach anderer Quelle von der zweiten Junihälfte bis Anfang September. Die Falter laufen häufig auf Baumstämmen umher und werden von künstlichen Lichtquellen angezogen.

## Systematik
Aus der Literatur sind folgende Synonyme bekannt:
- Gracillaria praeangusta Haworth, 1828
- Ornix turdipennella Kollar, 1832
- Batrachedra praeangustella Doubleday, 1859
- Batrachedra clemensella Chambers, 1877